# Rotterdamse Electrische Tram
RET N.V. (acronimo di Rotterdamse Elektrische Tram) è un'azienda privata olandese di trasporto pubblico incaricata di gestire la metropolitana, la tranvia e buona parte delle autolinee della città di Rotterdam, oltre che al collegamento marittimo tra Hoek van Holland e Maasvlakte.